# Kiskatinaw River
Der Kiskatinaw River ist ein rechter Nebenfluss des Peace River im Peace River Regional District im Nordosten der kanadischen Provinz British Columbia.

## Flusslauf
Der Kiskatinaw River hat seinen Ursprung im Bearhole Lake im Bearhole Lake Provincial Park and Protected Area, welcher im Tumbler Ridge UNESCO Global Geopark liegt. Er fließt in überwiegend nördlicher Richtung durch die Pouce Coupe Prairie. Er nimmt den West Kiskatinaw River linksseitig auf. Bei Kiskatinaw überquert der British Columbia Highway 97 den Fluss. Der Kiskatinaw River passiert den Kiskatinaw Provincial Park und wendet sich im Unterlauf nach Nordosten. Ein Stück oberhalb der Mündung liegt die Kiskatinaw River Protected Area. Etwa 10 km westlich der Provinzgrenze zu Alberta mündet der Fluss schließlich in den Peace River. Der Kiskatinaw River hat eine Länge von ungefähr 220 km. Das Einzugsgebiet des Kiskatinaw River grenzt im Osten an das des Pouce Coupé River und im Westen an das des Pine River.

## Hydrologie
Der Kiskatinaw River entwässert ein Areal von etwa 4000 km². Der mittlere Abfluss nahe Farmington, 50 km oberhalb der Mündung, beträgt 10,5 m³/s. Im Mai führt der Kiskatinaw River die größten Wassermengen.

## Fischfauna
Im Unterlauf des Kiskatinaw River können Hecht und Regenbogenforelle geangelt werden.

## West Kiskatinaw River
Der West Kiskatinaw River ist ein etwa 104 km langer linker Nebenfluss des Kiskatinaw River. Der Fluss entsteht am Zusammenfluss zweier Quellbäche 14 km ostsüdöstlich von Tumbler Ridge. Das Quellgebiet liegt auf einer Höhe von etwa 975 m. Der Fluss fließt anfangs 40 km in Richtung Nordnordost. Anschließend wendet sich der West Kiskatinaw River nach Norden. Bei Flusskilometer 69 mündet der Big Lick Creek von rechts, bei Flusskilometer 53 der Jackpine Creek von links. Auf den letzten 25 Kilometern wendet sich der West Kiskatinaw River in Richtung Ostsüdost.